# Lev I. Veliký
Svatý Lev I. Veliký (okolo 400, Toskánsko – 10. listopad 461, Řím) byl 45. papežem katolické církve.

## Život a papežský úřad

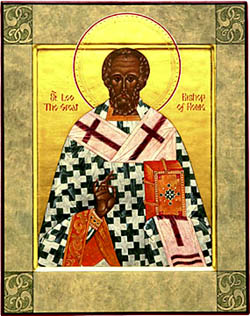
Byzantská ikona sv. Lva I. Velikého

O jeho původu a mládí nejsou dochovány žádné záznamy. Poprvé je zmiňován, až když se (kolem roku 430) stal arcijáhnem papeže Celestýna. Roku 440 byl zvolen papežem. V rámci svého úřadu odosobnil úřad papeže a zdůraznil jej jako dědictví apoštola Petra. Usilovně bojoval proti rozšířeným bludným učením, zejm. manicheismu a pelagianismu. Zdůrazňoval, že v Kristu jsou obsaženy obě přirozenosti, tj. božská i lidská. V této záležitosti se dostal do ostrého střetu s představiteli východní církve, kteří obhajovali jen jednu, vtělenou božskou, přirozenost. Když roku 449 na synodě v Efesu trvali představitelé východní církve na své představě, označil toto shromáždění dokonce jako „synodu lupičů“. V roce 451 svolal chalcedonský koncil, kterého se účastnili i biskupové z východu. Lev napsal věroučný text tzv. Tomus ad Flavianum adresovaný konstantinopolskému biskupovi, který byl přítomnými biskupy na koncilu přijat – podle koncilových dokumentů dokonce zvoláním: „Petr promluvil ústy Lva“. Tím byla dvojí přirozenost v Kristu koncilem potvrzena, a Eutychově herezi tak učiněno zadost. K dalším zásluhám Lva I. patří napravení hierarchie církve a obrana jejích práv.

## Hrdinské činy Lva I. Velikého
Roku 452 vpadl do Itálie kmen Hunů, kteří hrozivým způsobem pustošili území, která dobyli. Když přitáhli k Římu, vyšel papež Lev I. vstříc hunskému vojevůdci Attilovi a podařilo se mu jej přesvědčit, aby Řím svého plenění ušetřili. Avšak již tři roky nato, roku 455, musel Řím čelit opět vojenskému útoku, tentokrát Vandalům, kteří vyznávali arianské křesťanství. Zabránit vyplenění města se mu sice nepodařilo, přesto se mu však podařilo s Vandaly vyjednat, že nedojde k vraždění římských občanů, že město nezapálí, jak měli v úmyslu, a rovněž ušetří apoštolské baziliky.
Lev I. Veliký zemřel 10. listopadu 461 v Římě a byl pohřben v předsíni baziliky svatého Petra. Již během svého života byl uctíván jako světec, jímž byl brzy prohlášen. Přídomkem Veliký je v papežské historii označován pouze sv. Lev I. a sv. Řehoř I.

## Zajímavosti
Lev Veliký je prvním papežem, po kterém se nám zachovala jeho kázání k lidu při bohoslužbách (je jich okolo stovky). Zároveň se dochovalo i asi 150 jeho dopisů. Obhajuje Petrův primát, dvojí přirozenost Krista, klade důraz na liturgii jako na stále aktuální událost a jako součást každodenního života křesťana. V roce 1754 jej Benedikt XIV. prohlásil za učitele církve.